# De halsboord
De halsboord is een sprookje van Hans Christian Andersen, het verscheen in 1848.

## Het verhaal
Een man heeft alleen een laarzenknecht, een kam en een halsboord. Het is de mooiste halsboord van de wereld. Toen de halsboord over een huwelijk nadacht, kwam hij met een kousenband in een was terecht. De halsboord wil weten wie het is en gokt dat het een ceintuur is. De kousenband houdt hem af en dan ontmoet de halsboord het gloeiende ijzer. De boord rafelt aan de kanten en de papierschaar komt er aan te pas. De boord gokt dat dit een danseres is en vraagt of een huwelijk mogelijk is. De schaar knipt in de boord, zodat hij geen dienst meer kan doen. Dan vraagt de halsboord of de kam zich verloven wil, maar de kam is al met de laarzenknecht verloofd. De halsboord komt bij de lompen bij een papiermolenaar. Hij schept op vele meisjes gehad te hebben, en een larzenknecht en een kam. De halsboord wordt wit papier en deze vertelling wordt er op gedrukt.